# The Shape of Jazz to Come
The Shape of Jazz to Come – trzeci album Ornette’a Colemana i pierwszy dla firmy Atlantic Records.

## Historia nagrania albumu
Swój pierwszy album Something Else! Coleman nagrał w 1958 r. dla firmy nagraniowej Contemporary Records z Los Angeles. Płyta charakteryzowała się tym, że była nagrana z pianistą Walterem Norrisem, który swoją grą, znakomitą, ale jednak sformalizowaną, nie dopuścił Dona Cherry’ego i Colemana do swobodnej, nieskrępowanej gry w czasie ich partii solowych.
Podczas następnych sesji firma usunęła co prawda pianino, ale nakazała grać Colemanowi i Cherry'emu z innymi, doświadczonymi muzykami: perkusistą Shellym Manne'em, basistami Redem Mitchellem i Percym Heathem. Gdy nagrania te ukazały się na albumie firmy Contemporary Tomorrow Is the Question! Ornette Coleman był już w firmie Atlantic Records.
Nesuhi Ertegün, który będzie producentem wszystkim albumów Colemana dla firmy Atlantic nie miał żadnych obiekcji, co do zespołu Colemana czyli kornecisty Dona Cherry’ego, basisty Charliego Hadena i perkusisty Billy’ego Higginsa.
Do firmy Atlantic trafili dzięki Johnowi Lewisowi, pianiście z Modern Jazz Quartet, który po wysłuchaniu ich koncertu wypowiadał się o nich do prasy niezwykle pochlebnie. Powiedział m.in. To jest naprawdę jedyna nowa rzecz od innowacji Dizzy’ego Gillespiego, Charliego Parkera i Theloniousa Monka w połowie lat 40 (1960). Następnie załatwił Cherry'emu i Colemanowi uczestnictwo w letniej szkole jazzu w Lenox w stanie Massachusetts, a ponieważ Nesuhi Ertegün był także producentem MJQ, załatwił podpisanie kontraktu Colemana z Atlantic.
Pierwsza sesja nagraniowa dla Atlantic Records odbyła się 22 maja 1959 r. Pomiędzy godziną 9:30 wieczorem a 3:30 w nocy grupa nagrała osiem utworów, z których sześć wypełniło album The Shape of Jazz to Come, siódmy „Just for You” ukazał się na albumie The Art of the Improvisers w 1970 r., a ósmy „Monk and the Nun” ukazał się na płycie Twins w 1971 r.
W porównaniu do nagrań dla Contemporary, była to płyta radykalna. Nie zawierała wyraźnie rozpoznawalnych struktur akordowych i prezentowała równoczesne improwizacje wszystkich muzyków w dużo większym stopniu swobodniejsze i uwolnione od dotychczasowych reguł w porównaniu do dotychczasowego jazzu.
Główną cechą radykalizmu Colemana było odrzucenie grania akordów na instrumentach. Każdy utwór z albumu z reguły rozpoczynał się krótkim melodyjnym wstępem (mniej więcej w stylu ówczesnego jazzu), a potem następowała kilkuminutowa improwizacja, po której następowała repetycja głównego tematu utworu. W sumie przypominało to jeszcze dotychczasową konstrukcję utworu (temat–solo–repetycja tematu), jednak z odrzuceniem akordowych struktur.
Reakcje na muzykę Colemana były różnorodne. Krytyk Martin Williams napisał w Jazz Review, że to, co Ornette Coleman gra będzie miało głęboki i przenikający wpływ na cały charakter muzyki jazzowej. Niektórzy z wielkich jazzmanów (Charles Mingus, Miles Davis, Dizzy Gillespie) przyjęli postawę defensywną, obawiając się, że ich własna muzyka stanie się tak przestarzała, jak swing stał się w momencie tryumfu bebopu. Natomiast John Coltrane, Sonny Rollins i inni całkowicie otworzyli się na nową muzykę.
Grupa, która skutecznie opróżniała z publiczności kluby, w których grała, nagle zaczęła je zapełniać.
W 2003 album został sklasyfikowany na 246. miejscu listy 500 albumów wszech czasów magazynu Rolling Stone.

## Muzycy
- Ornette Coleman – saksofon altowy
- Don Cherry – kornet
- Charlie Haden – kontrabas
- Billy Higgins – perkusja

## Utwory
- Strona pierwsza – 1–3
- Strona druga – 4–6

| 1. | Lonely Woman    | 4:59  |
|    |                 |       |
| 2. | Eventually      | 4:23  |
|    |                 |       |
| 3. | Peace           | 9:04  |
|    |                 |       |
| 4. | Focus on Sanity | 6:51  |
|    |                 |       |
| 5. | Congeniality    | 6:47  |
|    |                 |       |
| 6. | Chronology      | 6:07  |
|    |                 |       |
|    |                 | 38:11 |
|    |                 |       |

## Opis płyty
- Producent – Nesuhi Ertegün
- Studio – Radio Recorders, Hollywood, Kalifornia.
- Nagranie – piątek, 22 maja 1959, 9:30 wieczorem–3:30 w nocy
- Firma nagraniowa – Atlantic Records
- Numer katalogowy – 1317
- Data wydania – październik 1959
- Czas trwania – 37 min. 41 sek.
- Fotografie, fotografia na okładce – William Clayton
- Tekst na okładce – Martin Williams
- Projekt okładki – Marvin Israel